# Комплекс Камчия
Комплекс Камчия е защитена зона от Натура 2000 по директивата за опазване на дивите птици. Обхваща лонгозните гори по устието и долното течение на река Камчия, обширни пясъчни дюни и плажна ивица, храстови и тревни съобщества, сладководни блата и морска акватория, както и прилежащи рибарници. Заема площ от 10 300,5 ha.

## Граници
Защитената зона се намира на около 25 km южно от Варна. Към комплекса е включено и пресушеното Старооряховско блато, югозападно от резервата, превърнато в обработваеми земи.

## Флора
Основното местообитание в комплекса е лонгозната гора от полски ясен, дръжкоцветен дъб, полски бряст, полски клен и черна елша, с подлес главно от обикновен глог, обикновен дрян и кучи дрян, често в съчетание с водолюбива тревна растителност. Характерни са лианите, представени от повет, скрипка, гърбач и др. Заблатените територии сред гората, както и няколкото малки блата между нея и пясъчните дюни са обрасли главно с тръстика и теснолистен папур. Храстовите съобщества са съставени главно от драка, обикновен глог, птиче грозде. Пясъчните дюни са покрити с сухолюбиви треви – класник, песъчар, борзеанов игловръх и др.

## Фауна
В защитената зона са установени 237 вида птици, от които 95 са включени в Червената книга на България. Тя е важна за опазването на малкия креслив орел. Тук гнездят сив кълвач, черногърбо каменарче, полубеловрата мухоловка и морски орел.
Комплекс Камчия се намира на миграционния път Виа Понтика. Горските масиви се използват за почивка от големи количества грабливи птици. Ежегодно по време на миграциите се наблюдават прелитащи ята бели щъркели, къдроглави пеликани и розови пеликани, както и ливаден дърдавец, представители на чапловите, дъждосвирцовите и пойните птици.
Разливите югозападно от резервата имат особена стойност като зимовище на пойния лебед, голямата бяла чапла и червеногушата гъска. През зимата в се среща и малък корморан.